# Retrato de Antonio de Covarrubias
Retrato de Antonio de Covarrubias es el tema de dos obras del Greco, Una de ellas se conserva en la sede del Museo Nacional del Louvre, en Lens (Francia), y la otra se halla en el Museo del Greco, en Toledo.

## El personaje
Antonio de Covarrubias, hijo de Alonso de Covarrubias y hermano de Diego de Covarrubias, fue un importante jurista de Toledo, profesor de Derecho en Salamanca y consejero de Castilla, además de maestro en la Catedral de Santa María. Fue un amigo personal del Greco, quien lo representó en estos dos retratos, así como en la parte inferior del Entierro del señor de Orgaz, donde figura en el lado izquierdo, encima de san Esteban y enfrente de otro clérigo, probablemente el deán Diego de Castilla.

## Análisis de las obras
Antonio de Covarrubias vivía sus últimos años cuando lo retrató el Greco, quien logró una de sus representaciones más entrañables. Se aprecia el deterioro físico y aislamiento del mundo exterior del personaje —era sordo— contrastando con su aparente serenidad. Hay en él nobleza, refinamiento y una profunda vida interior, pero parece desganado y ausente, ensimismado en sus pensamientos y con pocos signos de energía física, La leve asimetría del rostro y de la boca, el cabello gris y las mejillas hundidas subrayan su ancianidad, mientras que el extravío de los ojos le confiere una fuerza asombrosa.

### Versión del Museo del Louvre

#### Datos técnicos y registrales
- Lens, Museo Nacional del Louvre, n º. de inventario: RF 1941 32,[6]
- Pintura al óleo sobre lienzo;
- Dimensiones: 65 x 52 cm, según Wethey  (68 x 58 cm, según el museo del Louvre);
- Datación: hacia 1600-1602, según Wethey (1597-1598, según el museo del Louvre);
- Firma con letras griegas en cursiva, encima del hombro izquierdo: δομήνικος θεοτοκóπουλος ε'ποíει.[7]
- Consta en el catálogo razonado de Harold Wethey con el n º. 135 , y en el de Tiziana Frati con la referencia 113-a;[8]

#### Comentario sobre la obra
El traje de don Diego está representado de color negro oscuro, sobre un fondo El fondo neutro de color rojo-castaño oscuro. Es un cuadro brillantemente realizado, especialmente la cabeza del personaje. Según Gudiol, este lienzo, presumiblemente, se realizó poco antes del fallecimiento del personaje, el año 1602.

#### Procedencia
1. Palacio Arzobispal, Toledo. (quizás una de las tres obras citadas por Cruz Bahamonde)
2. Museo Provincial, Toledo.
3. Casa del Greco (hasta 1941)
4. Entregado al Museo del Louvre, en intercambio, por el Gobierno Español.[10]

### Versión del Museo del Greco

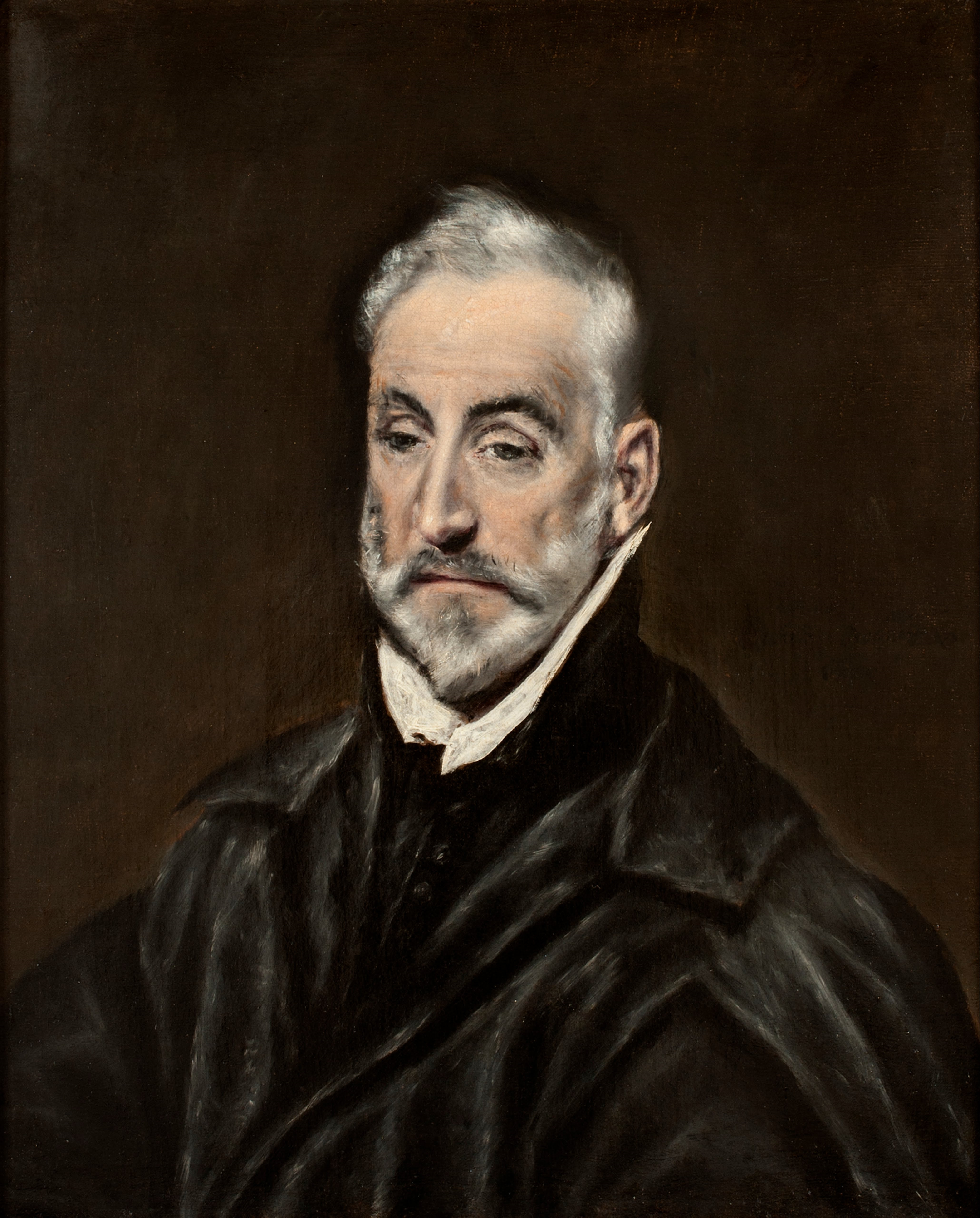
Versión del Museo del Greco

#### Datos técnicos y registrales
- Toledo, Museo del Greco, n º. CE00015;[11]
- Pintura al óleo sobre lienzo;
- Dimensiones: 67 x 55 cm;
- Datación: hacia 1600-1602, según Wethey (ca. 1600, según el museo);
- Firma —posiblemente apócrifa— con letras griegas en cursiva, en el lado derecho, sobre el hombro: δομήνικος θεοτοκóπουλος ε'ποíει;[12]
- Consta con el número 136 en el catálogo de Wethey, y con la referencia 113-b en el de Tiziana Frati.

#### Comentario sobre la obra
Esta versión es de menor calidad que la del Museo del Louvre. El Greco quizás se limitó a pintar la magnífica cabeza de Don Diego. Es muy probable que este lienzo sea el pendant del Retrato de Diego de Covarrubias y que ambas obras sean las registradas en el inventario realizado tras la muerte de Pedro de Salazar y Mendoza como "dos retratos de los Covarrubias".

#### Procedencia
1. Pedro de Salazar y Mendoza, Toledo;
2. Biblioteca Provincial, Toledo.[12]